# Волжанин (футбольный клуб)
«Волжанин» — российский футбольный клуб из Кинешмы. Основан в 1978 году.
В советское время считался фарм-клубом ивановского «Текстильщика» и играл во второй лиге.
Лучшее достижение команды в первенстве России — 16 место в 4 зоне второй лиги в 1992 году.
Долгое время кинешемская команда играла в турнирах КФК. Позже стал играть в высшей лиге чемпионата области. После банкротства завода «Автоагрегат» к нему вернулось старое название.

## Состав
Основной состав
| №  | Гр-во              | Поз. | Игрок              | Рост | Вес | Игры | Голы | Дата Рождения |  |
| -- | ------------------ | ---- | ------------------ | ---- | --- | ---- | ---- | ------------- |  |
| 1  | /                  | Вр   | Роман Голяшин      | 183  | 78  | 7    | 0    | 2003          |  |
| 16 | Флаг России        | Вр   | Ращупкин Александр | 188  | 85  | 3    | 0    | 2001          |  |
|    |                    |      |                    |      |     |      |      |               |  |
| 77 | Флаг Туркменистана | Защ  | Тимур Файтиллин    | 170  | 67  | 8    | 0    | 2002          |  |

|
|}

## История названий
- 1978—1994 — «Волжанин»
- 1995—2000 — «Торпедо»
- 2001—2003 — «Автоагрегат»
- С 2004 — «Волжанин»

## Главные тренеры
- Пухов, Геннадий Максимович (1978)
- Белков, Владимир Иванович (1979—1981)
- Горнушкин, Валерий Васильевич (1982—1984)
- Филимонов, Владимир Васильевич (1985)
- Папаев, Виктор Евгеньевич (1986 — июнь 1987)
- Батанов, Борис Алексеевич (1987, с июля)
- Шкляр, Сергей Сергеевич (1988)
- Ермичёв, Владимир Иванович (1988—1992)
- Ярославцев Владимир Андреевич
- Забавин Анатолий Борисович
- Николаев Алексей Григорьевич
- Костерин Николай Юрьевич
- Васильев Александр Сергеевич
- Копилов, Алексей Валерьевич
- Малекин Вячеслав Александрович
- Кузнецов Сергей Александрович
- Галкин Артём Владимирович (с сентября 2025 )